# بن کریسن
بن کریسن (انگلیسی: Ben Chrisene؛ زادهٔ ۱۲ ژانویهٔ ۲۰۰۴) بازیکن فوتبال اهل بریتانیا است.
از باشگاه‌هایی که در آن بازی کرده‌است می‌توان به باشگاه فوتبال اکستر سیتی و باشگاه فوتبال استون ویلا اشاره کرد.
وی همچنین در تیم‌های ملی فوتبال England national under-15 football team, England national under-16 football team، و زیر ۱۷ سال انگلستان بازی کرده‌است.